# Shorapur
Shorapur (o Suratur, Surapur, Shoratur) è una città dell'India di 43.591 abitanti, situata nel distretto di Gulbarga, nello stato federato del Karnataka. In base al numero di abitanti la città rientra nella classe III (da 20.000 a 49.999 persone).

## Geografia fisica
La città è situata a 16° 31' 0 N e 76° 45' 0 E e ha un'altitudine di 471 m s.l.m..

## Società

### Evoluzione demografica
Al censimento del 2001 la popolazione di Shorapur assommava a 43.591 persone, delle quali 22.132 maschi e 21.459 femmine. I bambini di età inferiore o uguale ai sei anni assommavano a 6.950, dei quali 3.539 maschi e 3.411 femmine. Infine, coloro che erano in grado di saper almeno leggere e scrivere erano 24.112, dei quali 14.297 maschi e 9.815 femmine.